# 告井延隆
告井 延隆（つげい のぶたか、1950年12月19日 - ）はミュージシャン（ボーカリスト、ギタリスト、作曲家、編曲家）。センチメンタル・シティ・ロマンスの元リーダー。通称「つーさ」。出身地は愛知県名古屋市。
センチメンタル・シティ・ロマンスの活動以外にも様々なアーティストへのライブサポート、レコーディング、編曲を務める。現在は主にソロ活動、および加藤登紀子のサポートを行っている。
趣味は将棋で、囲碁・将棋チャンネル放送の番組「お好み将棋道場」（2013年6月18日収録、同年8月31日放送）において飛車落ちの西尾明六段と対戦し勝利するほどの腕前。
長男は編曲家、プロデューサーの告井孝通。

## 来歴
1972年に松吉久雄、洪栄龍によって結成された乱魔堂の強化ギタリストとして参加。
1973年乱魔堂の解散後、中野督夫、細井豊らとセンチメンタル・シティ・ロマンスを結成
1995年、加藤登紀子のツアーのサポートで函館に向かった際に加藤らと乗った搭乗機が全日空857便ハイジャック事件に遭遇、告井自らトイレから携帯電話で外部に情報を伝え事件解決に役立ち、後に北海道警察から感謝状を授与された。
2008年にビートルズの楽曲をアコースティック・ギター1本でコピーするプロジェクトを始め、57歳にして初のソロアルバム「SGT.TSUGEI'S ONLY ONE CLUB BAND」を発表。
2013年センチメンタル・シティ・ロマンスを脱退。